# NGC 6908
NGC 6908 је спирална галаксија у сазвежђу Јарац која се налази на NGC листи објеката дубоког неба.
Деклинација објекта је - 24° 48' 10" а ректасцензија 20h 25m 9,0s. Привидна величина (магнитуда) објекта NGC 6908 износи 14,6 а фотографска магнитуда 15,5. NGC 6908 је још познат и под ознакама Superimp. on NGC 6907.